# Christian Bassedas
Christian Bassedas, född 16 februari 1973 i Buenos Aires, Argentina, är en argentinsk före detta fotbollsspelare. Vid fotbollsturneringen under OS 1996 i Atlanta deltog han i det argentinska lag som tog silver. 